# Автошлях Т 0447
Автошля́х Т 0447 — автомобільний шлях територіального значення у Дніпропетровській та Херсонській областях. Пролягає територією Широківського та Високопільського районів через Широке — Шестірню — Заградівку. Загальна довжина — 19,3 км.

## Маршрут
Автошлях проходить через такі населені пункти:
| Автошлях Т 0447          |           |
| Дніпропетровська область |           |
| Широківський район       |           |
| Широке                   | Р74Т 0411 |
| Шестірня                 |           |
| Херсонська область       |           |
| Високопільський район    |           |
| Заградівка               |           |